# Yusuke Muranaka
Yusuke Muranaka is een Japans ondernemer en voetbalbestuurder.

## Biografie
Muranaka maakte naam als ondernemer binnen Digital Media Mart (DMM), waar hij in 2016 benoemd werd tot senior vice-voorzitter. Begin 2017 stuurde hij aan op de overname van de Belgische voetbalclub Sint-Truidense VV (STVV). Aanvankelijk nam DMM 20% van de aandelen over van Roland Duchâtelet, in november van dat jaar werd STVV volledig overgenomen. Muranaka werd bijgevolg benoemd tot voorzitter van de Belgische club. In januari 2018 droeg hij de fakkel over aan David Meekers.